# Destin de l'Univers

Une animation du comportement supposé d'un Big Crunch.

La question du destin de l'Univers fait partie des questions fondamentales de la cosmologie. Elle a trait à l'évolution future de l'expansion de l'Univers.
Pendant longtemps elle a été focalisée sur la question de savoir si l'expansion observée actuellement se poursuivrait indéfiniment, ou bien s'interromprait pour laisser place à une phase de contraction menant au Big Crunch, un effondrement général de l'Univers, analogiquement inverse du Big Bang. En ce début de XXIe siècle cette première question paraît essentiellement résolue, car toutes les observations indiquent que l'expansion ne s'arrêtera pas.
Cependant, le devenir exact de l'Univers est susceptible d'être décrit par plusieurs scénarios assez différents, allant de la mort thermique de l'Univers (en anglais Heat death, c'est-à-dire un refroidissement indéfini résultant de l'expansion), au Big Rip, un scénario catastrophique où toutes les structures, des amas de galaxies jusqu'aux atomes, sont détruites, étirées par une expansion de plus en plus violente, jusqu'à être déchirées.

## Problématique
La description de l'évolution de l'Univers, en tant que système physique, se fait par la donnée d'un modèle cosmologique et le biais de la théorie de la Relativité générale. Celle-ci est en effet à même de décrire l'évolution d'un Univers homogène et isotrope, par l'intermédiaire des équations de Friedmann. Ces dernières indiquent la valeur du taux d'expansion de l'Univers (dont la valeur actuelle est la constante de Hubble) en fonction de la densité d'énergie moyenne de l'Univers ainsi qu'une de ses propriétés géométriques, sa courbure spatiale. Interviennent aussi certaines propriétés des différentes formes de matière qui emplissent l'Univers, en particulier leur pression.

## Équation fondamentale
L'équation dictant la valeur du taux d'expansion de l'Univers, noté H, est une des deux équations de Friedmann. Elle s'écrit :
{\displaystyle 3\left({\frac {H^{2}}{c^{2}}}+{\frac {K}{a^{2}}}\right)={\frac {8\pi G}{c^{4}}}\rho },
où c est la vitesse de la lumière, K / a2 la courbure spatiale, G la constante de gravitation et ρ l'ensemble des densités d'énergie des différentes formes de matière qui emplissent l'Univers. La courbure spatiale représente la forme géométrique de l'espace : 
- si elle est nulle, l'espace correspond à l'espace euclidien usuel, dans lequel le théorème de Pythagore est valable.
- si elle est positive, l'espace est dit sphérique, car ayant une structure correspondant à l'analogue tridimensionnel d'une sphère usuelle. En particulier, il est de volume fini, et un observateur se déplaçant en ligne droite revient toujours à son point de départ.
- enfin si la courbure spatiale est négative, l'espace est dit hyperbolique. Il est infini, et, d'une certaine façon, plus « grand » que l'espace euclidien au sens où le volume d'une sphère de rayon donné est plus grand dans un espace hyperbolique que dans un espace euclidien.

L'équation de Friedmann peut se réécrire sous la forme :
{\displaystyle H^{2}=-{\frac {Kc^{2}}{a^{2}}}+{\frac {8\pi G}{3c^{2}}}\rho }.
L'expansion s'arrête par définition quand le taux d'expansion H est nul. Cela ne peut se produire que si la courbure spatiale est positive ou éventuellement si la densité d'énergie totale devient négative. Cette dernière hypothèse étant a priori peu réaliste, seul le cas d'une courbure spatiale positive est susceptible d'être à l'origine d'un arrêt de l'expansion de l'Univers. Cependant, même si la courbure spatiale est positive, il n'y a pas nécessairement d'arrêt de l'expansion : il faut pour cela que la densité d'énergie totale décroisse suffisamment vite pour que le membre de droite de l'équation ci-dessus s'annule.

## Avenir d'un univers en expansion
L'expansion de l'Univers pourrait continuer indéfiniment. Dans ce cas, l'Univers s'étendra et se refroidira, devenant éventuellement trop froid pour abriter la vie. Pour ces raisons, ce scénario est parfois appelé Grand Gel. 
Si l'énergie sombre — représentée par la constante cosmologique, une constante d'énergie remplissant de manière homogène l'espace, ou des champs scalaires (en), comme la quintessence ou le module, quantités dynamiques dont la densité d'énergie peut varier dans le temps et l'espace — accélère l'expansion de l'Univers, alors l'espace entre les amas de galaxies augmentera à un taux croissant. Le décalage vers le rouge s'étendra et les photons (même les rayons gamma) posséderont de grandes longueurs d'onde à l'arrivée, devenant indétectables. Les étoiles devraient se former normalement pendant 1012 à 1014 (1 à 100 billions) années, avant que le stock de gaz nécessaire à la formation des étoiles soit finalement épuisé. Les étoiles déjà formées épuiseront leur carburant et cesseront de briller. L'Univers s'assombrira lentement et inexorablement,. En accord avec les théories prédisant la désintégration du proton, les résidus de l'évolution stellaire restants disparaîtront, laissant seulement les trous noirs, eux-mêmes disparaissant à la fin par rayonnement de Hawking. En fin de compte, si l'Univers atteint un état dans lequel la température approche une valeur uniforme, plus aucun travail ne sera possible, résultant sur la mort thermique de l'Univers.

## Fin du temps
Un article paru en janvier 2011 dans la revue Physical Review arrive à la conclusion que le temps va s'arrêter d'ici 5 milliards d'années. Pour arriver à cette conclusion, les chercheurs ont étudié les implications de la théorie de l'inflation éternelle et l'existence de multivers associée à cette théorie.
Le problème qui résulte de l'existence de multivers est que tout ce qui peut se produire se produira un nombre infini de fois. Il n'est pas possible de calculer des probabilités avec des quantités infinies. Lors d'une loterie dans le multivers, parmi le nombre infini de participants, il y aura un nombre infini de gagnants. Comment alors conclure que gagner la loterie est peu probable ? Pour contourner ce problème et pouvoir calculer des probabilités dans le multivers, des physiciens utilisent une approche mathématique appelée « coupure géométrique » (geometric cuttof), qui permet de calculer les probabilités dans une portion finie du multivers. Pour les chercheurs de l'étude susmentionnée, le fait qu'il faille utiliser une coupure géométrique pour pouvoir calculer les probabilités au sein de la théorie de l'inflation éternelle signifie que cet événement existe et va se produire. Ces chercheurs ont ensuite estimé la probabilité qu'un événement majeur advienne,.